# Теодефрид
Теодефрид (на латински: Theodefridus; на немски: Theodefrid) е според епископ Марий Авентиценсис от 573 г. франкско – алемански дукс (херцог) в диоцеза Авентикум.
Според Марий той е франк, а според Агатий той е алеман.
Теодефрид наследява Ваефар. Неговият наследник като херцог е Леутфред I.